# سرکوب فکر
سرکوب فکر (به انگلیسی: Thought suppression) فرایندی خودآگاه و ارادی است که طی آن شخص خواسته‌ها و امیال خود را کنترل و مهار می‌کند، یا این‌که به‌طور موقت خاطرات ناراحت‌کننده را کنار می‌گذارد و به آن‌ها نمی‌اندیشد. انسان‌ها از اندیشه‌های سرکوب‌شده آگاه هستند اما از امیال، آرزوها یا خاطرات واپس‌رانده‌شده آگاه نیستند؛ یعنی، سرکوب، نادیده گرفتن عمدی افکار است؛ مثلاً، کسی که هفتهٔ بعد امتحان بسیار مهمی دارد هنگامی که این موضوع یادش می‌افتد، عمداً حواسش را به جای دیگری پرت می‌کند. او می‌داند که فکر امتحان آزارش می‌دهد و عمداً می‌خواهد به آن فکر نکند. اما در واپس‌رانی (به انگلیسی: Repression)، افکار خودبه‌خود از آگاهی فرد بیرون می‌روند و او اصلاً نمی‌داند که چنین افکاری در جایی در ذهنش (ناهشیار یا ضمیر ناخودآگاه) وجود دارند و ممکن است روزی، به دلیلی، خودشان را ظاهر کنند.
سرکوب فکر یک سازوکار دفاعی روانی است. نوعی فراموشی باانگیزه است که در آن فرد آگاهانه تلاش می‌کند تا فکر کردن به یک چیز خاص را متوقف کند، و اغلب با اختلال وسواسی-جبری (OCD) همراه است. اختلال وسواسی-جبری زمانی اتفاق می‌افتد که فرد به‌طور مکرر تلاش می‌کند تا از افکار مزاحم با محوریت یک یا چند وسواس جلوگیری کرده یا آن را «خنثی» کند. همان‌طور که تحقیقات با استفاده از پارادایم فکر/بدون‌فکر نشان داده‌است، تصور می‌شود که OCD علت مهار حافظه باشد. سرکوب فکر به هر دو سطح ذهنی و رفتاری مرتبط است و احتمالاً منجر به اثرات کنایه‌آمیزی می‌شود که بر خلاف قصد است. نظریه فرایند آیرونیک یک مدل شناختی است که می‌تواند تأثیر متناقض را توضیح دهد.
وقتی فردی سعی می‌کند افکار خود را تحت بار شناختی سرکوب کند، فراوانی آن افکار افزایش می‌یابد و نسبت به قبل قابل‌دسترس‌تر می‌شود. شواهد نشان می‌دهد که افراد می‌توانند از تبدیل افکارشان به رفتار، در زمانی که نظارت بر خود زیاد است، جلوگیری کنند. این در مورد رفتارهای خودکار صدق نمی‌کند، و ممکن است منجر به اعمال پنهان و ناخودآگاه شود. این پدیده به‌طور متناقضی با افزایش میزان حواس‌پرتی‌های فرد بدتر و بیش‌تر می‌شود، اگرچه آزمایش‌های انجام‌شده در این زمینه را می‌توان به‌دلیل استفاده از وظایف هم‌زمان غیرشخصی مورد انتقاد قرار داد، که ممکن است به‌درستی منعکس‌کننده فرآیندهای طبیعی یا تفاوت‌های فردی نباشد.

## کار تجربی (۱۹۸۰)
برای این‌که سرکوب فکر و اثربخشی آن مورد مطالعه قرار گیرد، محققان باید روش‌هایی برای ثبت فرآیندهای در حال انجام در ذهن بیابند. یک آزمایش طراحی‌شده با این هدف توسط دانیل وگنر، دیوید اشنایدر، کارتر و وایت انجام شد. آن‌ها از شرکت‌کنندگان خواستند تا پنج دقیقه به یک هدف خاص (مثلاً یک خرس سفید) فکر نکنند، به آن‌ها گفته شد که اگر این کار را انجام دادند، زنگ را به صدا درآورند. سپس به شرکت‌کنندگان گفته شد که تا پنج دقیقه آینده باید در مورد هدف فکر کنند. شواهدی وجود داشت که نشان می‌داد افکار ناخواسته در افرادی که از سرکوب فکر استفاده می‌کردند در مقایسه با افرادی که این کار را نمی‌کردند، بیش‌تر رخ می‌داد. علاوه بر این، شواهدی نیز وجود داشت مبنی بر این‌که در مرحله دوم، افرادی که از سرکوب فکر استفاده کرده بودند، نسبت به افرادی که از سرکوب فکر استفاده نکرده بودند، فرکانس بیش‌تری از افکار هدف داشتند.

## روش‌شناسی بهبودیافته (۱۹۹۰)
برای روشن شدن بهتر یافته‌های سرکوب فکر، چندین مطالعه افکار هدف را تغییر داده‌اند. رومر و بورکووک دریافتند که شرکت‌کنندگانی که افکار مضطرب یا افسرده‌کننده را سرکوب می‌کنند، اثر بازگشتی قابل‌توجهی نشان می‌دهند. علاوه بر این، ونزلاف، وگنر و روپر نشان دادند که افراد مضطرب یا افسرده کم‌تر احتمال دارد افکار منفی و ناخواسته را سرکوب کنند. علی‌رغم این‌که راسین، مرکلباخ و موریس گزارش دادند که این یافته در ادبیات نسبتاً قوی است، برخی از مطالعات نتوانستند نتایج را تأیید کنند. این موضوع ممکن است با در نظر گرفتن تفاوت‌های فردی توضیح داده شود.